# Kamopanorpa sukatchevae
Kamopanorpa sukatchevae is een fossiele soort schietmot uit de familie Microptysmatidae.